# アジアウインターベースボールリーグ
アジアウインターベースボールリーグ（Asia Winter Baseball League、AWB）は、中華民国（台湾）で開催される日本、台湾、韓国（2012年、2023年は不参加）の3カ国を中心とした東アジア地域の野球選手が台湾各地で試合を行う野球の冬季リーグ（ウィンターリーグ）のことである。
中国語（繁体字）では亞洲冬季棒球聯盟と表記される。また新聞等で台湾ウィンターリーグや台湾WLなどの記述もみられる。

## 概要
MLBの中南米ウィンターリーグ同様、台湾冬季（通常はシーズンオフ）の温暖な気候を利用し若手選手の育成を目的としたリーグ戦である。
アジア初のウィンターリーグとして台湾のプロ野球連盟中華職業棒球大連盟（CPBL）が主催する。
当初計画では台湾中南部を中心に、2006年12月中旬から2007年1月まで4チームが総当たりで1チームあたり30試合ずつ全60試合のリーグ戦を行う予定だったが、資金面等から難航。2012年になって、台湾当局の全面サポートもあり正式開催の運びとなった。同年8月24日、中華職業棒球大聯盟コミッショナーから日本野球機構への選手派遣の要請があり、それを受け読売ジャイアンツ、東京ヤクルトスワローズ、横浜DeNAベイスターズ、中日ドラゴンズ、阪神タイガース、福岡ソフトバンクホークスの6球団から選抜された「NPB選抜」が派遣された。
2012年11月24日から台湾プロ野球からCPBL選抜・紅軍とCPBL選抜・白軍の2チームが、ドミニカ共和国からドミニカ代表、日本プロ野球からNPB選抜の合計4チーム（1チームあたり28名）が参加し、各チーム21試合を戦い、12月22日に上位2チームで優勝決定戦を行う日程で開催され、雨天中止の2試合を除くレギュラーシーズン40試合と優勝決定戦の計41試合が行われた。
2013年11月26日、韓国プロ野球がKBO選抜を派遣し初参加。台湾、日本、ドミニカの4チームで行い、12月19日まで各チーム21試合を行い、12月21日に上位2チームによる優勝決定戦という概要で開催された。
2015年11月28日、欧州野球連盟10ヶ国からなる欧州選抜と台湾のアマチュア野球選手から選抜されたアマチュア台湾代表が初参加し、2年ぶりの開催となる。今大会からプレーオフによる順位決定戦が行われた。
2016年からは、日本野球機構はNPBイースタン選抜、NPBウエスタン選抜の2チームの派遣を決定。広島東洋カープ、埼玉西武ライオンズ、北海道日本ハムファイターズを除く9球団から選手・監督・コーチ陣が選抜され、11月25日に開幕した。
2017年は、前年度の参加チームから台湾のアマチュア選抜の中華台北トレーニングチームが不参加となったが、新たに日本野球連盟により、日本のアマチュア野球選手から選抜されたJABA選抜が初参加した。前年度は単独参加だった欧州野球連盟は、世界野球ソフトボール連盟の下、アメリカとの混成チームを結成し、米国＆欧州混成チームとして参加することとなった。これまで選手を派遣をしていなかった埼玉西武ライオンズが、イースタン・リーグ加盟球団ではあるが、今シーズンからNPBウエスタン選抜に選手とコーチを派遣した。
2018年は、前年度の参加チームから米国＆欧州混成チームが不参加となり、CPBL選抜、NPBイースタン選抜、NPBウエスタン選抜、KBO選抜、JABA選抜の5チームの参加で開催された。
2019年から、日本野球機構はチーム編成を組み換え、ソフトバンク、楽天、西武、ヤクルト、オリックスの選手によって構成されるNPB REDと、巨人、ロッテ、DeNA、中日、阪神の選手によって構成されるNPB WHITEの2チームを派遣した。また新たに台湾プロ野球から味全ドラゴンズが単独で参加した。
新型コロナウイルス感染症の世界的流行 によって2019年を最後に開催が見送られてきたが、2023年に4年ぶりに復活。前回大会に参加した味全ドラゴンズ、KBO選抜が不参加となり、新たに台鋼ホークス、CTBAが参加する。

## 沿革
- 2006年3月上旬、日本側から提案される。
- 2006年4月2日、第一次開催計画の公表。
- 2012年8月、正式開催計画の公表。
- 2012年11月24日、開幕。
- 2013年11月26日、開幕。韓国KBO選抜が初参加。
- 2015年11月28日、開幕。アマチュア台湾代表・欧州選抜が初参加。
- 2016年11月25日、開幕。NPBイースタン選抜・NPBウエスタン選抜を派遣[5]。
- 2017年11月25日、開幕。日本野球連盟によりJABA選抜が初参加[6]。
- 2018年11月24日、開幕。
- 2019年11月23日、開幕。NPB RED・NPB WHITEを派遣。台湾プロ野球(CPBL)から味全ドラゴンズが初参加[10]。
- 2020年から2022年までは新型コロナウィルスの流行により開催が中断される。
- 2023年11月25日、開幕。4年ぶりの開催となる。

## 参加チーム
台湾
- CPBL選抜 （2013年 - ）
- CTBA（2023年 - ）
- 台鋼ホークス（2023年 - ）

 日本
- NPB RED（2019年 - ）
- NPB WHITE（2019年 - ）
- JABA選抜（2017年 - ）

## 過去に参加していたチーム
台湾
- CPBL選抜・紅軍（2012年）
- CPBL選抜・白軍（2012年）
- 中華台北トレーニングチーム（2015年 - 2016年）
- 味全ドラゴンズ（2019年）

 日本
- NPB選抜（2012年 - 2015年）
- NPBイースタン選抜（2016年 - 2018年）
- NPBウエスタン選抜（2016年 - 2018年）

 韓国
- KBO選抜（2013年 - 2019年）

 ドミニカ共和国
- ドミニカ代表（2012年 - 2013年）

 欧州連合
- 欧州選抜（2015年 - 2016年）

 アメリカ合衆国
 欧州連合
- 米国＆欧州混成チーム（2017年）

## 結果
| 年          | 会場 |                     | 決勝   | 決勝               | 決勝           | 3位決定戦 | 3位決定戦    | 3位決定戦          | 5・6位決定戦 | 5・6位決定戦           | 5・6位決定戦 |
| 年          | 会場 | 優勝                | スコア | 準優勝             | 3位            | スコア    | 4位          | 5位                | スコア       | 6位                    |              |
| 2012年 詳細 | 台中 | NPB選抜             | 5 - 2  | CPBL選抜 白軍      | CPBL選抜 紅軍  |           | ドミニカ代表 |                    |              |                        |              |
| 2013年 詳細 | 台中 | KBO選抜             | 6 - 2  | NPB選抜            | CPBL選抜       |           | ドミニカ代表 |                    |              |                        |              |
| 2015年 詳細 | 台中 | アマチュア 台湾代表 | 4 - 2  | NPB選抜            | KBO選抜        | 9 - 8     | CPBL選抜     | 欧州選抜           |              |                        |              |
| 2016年 詳細 | 台中 | NPB ウエスタン選抜  | 6 - 1  | NPB イースタン選抜 | 中華台北T.T    | 7 - 6     | KBO選抜      | CPBL選抜           | 13 - 0       | 欧州選抜               |              |
| 2017年 詳細 | 台中 | NPB イースタン選抜  | 4 - 1  | KBO選抜            | JABA選抜       | 4 - 3     | CPBL選抜     | NPB ウエスタン選抜 | 2 - 1        | 米国＆欧州 混成チーム  |              |
| 2018年 詳細 | 斗六 | NPB イースタン選抜  | 1 - 0  | CPBL選抜           | JABA選抜       | 7 - 6     | KBO選抜      | NPB ウエスタン選抜 |              |                        |              |
| 2019年 詳細 | 台中 | JABA選抜            | 4 - 2  | NPB RED            | 味全ドラゴンズ | 7 - 0     | CPBL選抜     | NPB WHITE          | 3 - 3        | KBO選抜                |              |
| 2023年 詳細 | 斗六 | 台鋼ホークス        | 7 - 1  | NPB RED            | CPBL選抜       | 4 - 2     | JABA選抜     | NPB WHITE          | 6 - 6        | U-23台湾アマチュア選抜 |              |

※2012年 - 2013年の3位以下の順位と2015年、2018年、2019年、2023年の5位の順位は、レギュラーシーズンの成績（2012年、2013年、2015年、2018年、2019年、2023年）で決定。

## 会場
- 台中インターコンチネンタル野球場（ 台中市北屯区）
- 雲林県立斗六野球場（ 雲林県斗六市）
- 嘉義市立野球場（ 嘉義市東区）　※2019年より使用される。
- 桃園国際野球場（ 桃園市中壢区）　※2012年、2013年、2017年に使用される。
- 澄清湖野球場（ 高雄市鳥松区）※2012年のみ使用された。
- 台中野球場（ 台中市北区）※2016年に使用された。

| 台中インターコンチネンタル野球場 | 雲林県立斗六野球場 | 嘉義市立野球場     | 桃園国際野球場     | 澄清湖野球場       | 台中野球場        |
| 収容能力：20,000人               | 収容能力：15,000人 | 収容能力：12,000人 | 収容能力：20,000人 | 収容能力：20,000人 | 収容能力：8,500人 |
|                                  |                    |                    |                    |                    |                   |

## リンク
- 亞洲冬季棒球聯盟公式サイト（繁体字中国語）
- 2015年アジアウインターベースボール（AWB)・NPB.jp 日本野球機構
- 2016年アジアウインターベースボール（AWB)・NPB.jp 日本野球機構
- 2017年アジアウインターベースボール（AWB)・NPB.jp 日本野球機構
- 2018年アジアウインターベースボール（AWB)・NPB.jp 日本野球機構
- 2019年アジアウインターベースボール（AWB)・NPB.jp 日本野球機構
- 2023年アジアウインターベースボール（AWB)・NPB.jp 日本野球機構